# 長谷川雪堤

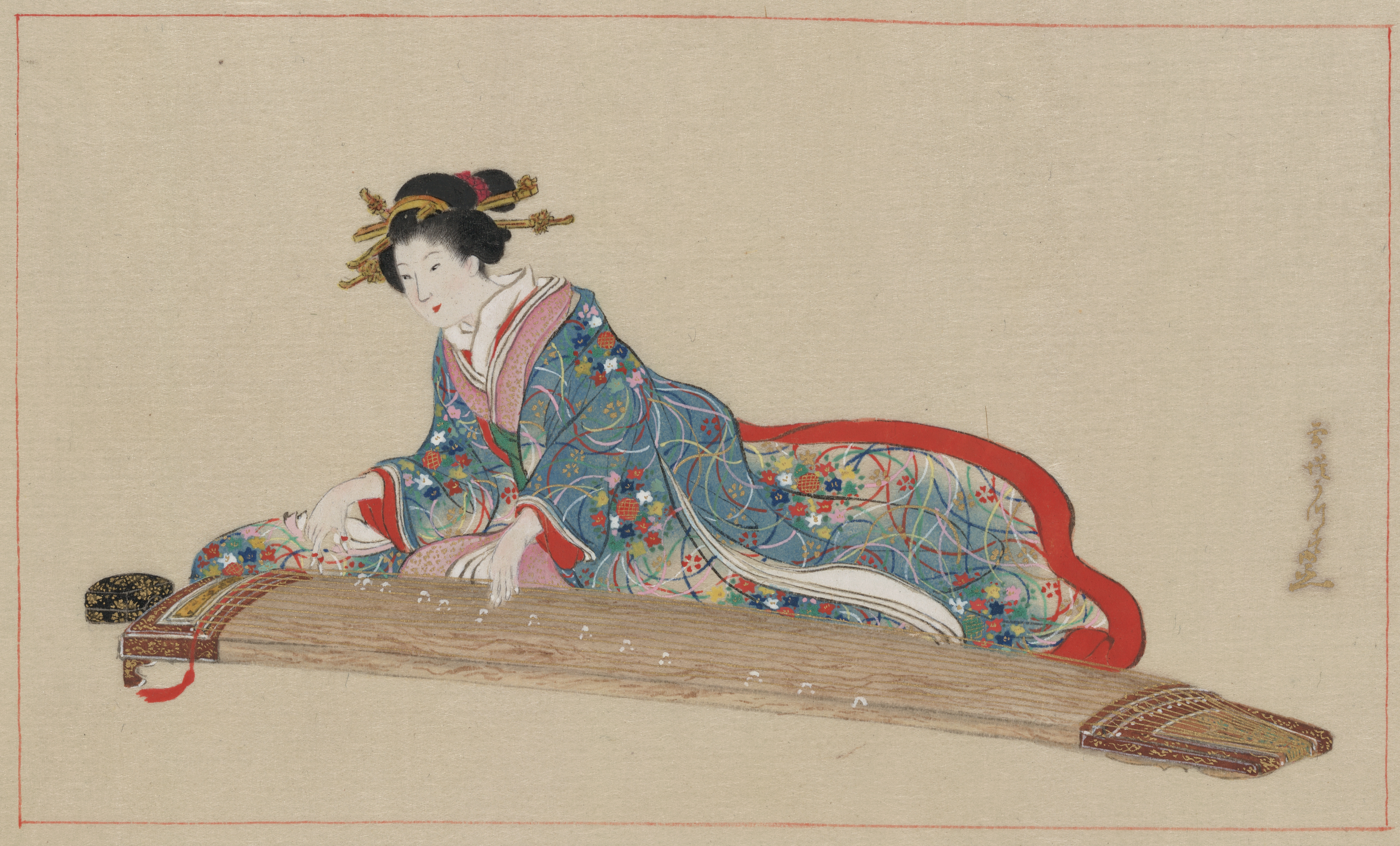
箏を弾く女性／1878年（明治11年）12月の作。アメリカ議会図書館収蔵 。

長谷川 雪堤（はせがわ せってい、文化10年1月〈1813年の2月頃〉- 明治15年〈1882年〉3月15日）は、江戸時代後期後半から明治時代初期にかけての日本の絵師。氏姓は後藤を名乗るが、本姓は金沢である可能性が高い。画姓は父に倣って長谷川を名乗る。名は宗一。画号は、雪堤のほか、雪江（せっこう）・梅紅・松斎（しょうさい）・巌松斎・雪汀がある。長谷川雪旦の長男。弟子に長谷川雪塘などがいる。

## 略歴
江戸出身。文政2年（1819年）生まれともいわれるが、誤りと考えられる。早くから父・雪旦に学び、粉本類には父子で模写したものが多く見られる。父譲りの技量を発揮し、名所絵や人物画を多く残した。なかでも、天保10年（1839年）刊行の地誌『相中留恩記略』で挿図を担当したことは、父が『江戸名所図会』の挿図を担当して名を成したのと同様、名所絵師としての雪堤の名を高めた。
また、尾張藩の「藩士名寄」（※藩士の務め書）に名は無いものの、同藩の同朋格として遇されたという。
父・雪旦が天保14年（1843年）に死去してのちは、画業もやや精彩を欠いた。
1882年（明治15年）3月15日に死去。享年70、満年齢69歳であった。父と同じく当時は浅草新谷町（のちの浅草芝崎町。現在の東京都台東区西浅草3丁目）にあった妙祐山幸龍寺に葬られた。その後、寺は関東大震災で罹災・焼失し、昭和初期になってから墓地ともども世田谷区北烏山へ移転している。
弟子としては、師と同じく唐津藩御用絵師を務めて明治時代以降も唐津で活動した長谷川雪塘がいる。また、娘の長谷川雪真（本名・志奈子）も絵師であるが、画歴は詳しく分からない。「親族と一門」節も参照のこと。

## 主要作品
父・雪旦とともに名所図会の挿図を数多く手掛けたことで知られ、板本類（摺物）の遺作は多い。一方で、肉筆画はあまり残されていない。

### 摺物
『相中留恩記略（そうちゅう りゅうおん きりゃく）』 
天保10年（1839年）刊行。相模国（一部に武蔵国を含む）の名所・旧跡のうち、徳川家康にゆかりの事績を記録した図会形式の地誌。「相中」は相模国の国中全体、「留恩」は徳川家康（東照神君）が留めた恩（事蹟）、「記略」は記録の意。著者は相模国鎌倉郡渡内村（現・神奈川県藤沢市渡内）の名主・福原高峯（福原左平太）で、父・福原高行の遺志を継ぎ、林家や江戸幕府の地誌編集事業と密接な関係を持ちながら同書を編纂した。雪堤は挿図を担当し、名所絵師として評価を高めている。
2000年（平成12年）7月7日付で藤沢市指定重要文化財となった。藤沢市文書館 収蔵（寄託）。
『調布玉川惣画図（ちょうふ たまがわ そうがず）』 
弘化2年（1845年）刊行。全1巻。玉川（※多摩川の当時における名称）の水源域にある大菩薩嶺から河口（武蔵国荏原郡羽田村、現・東京都大田区羽田付近）までの風物を描いた全長13メートルに及ぶ巻子仕立ての地誌。往時の玉川両岸の村落・名勝旧跡・渡船場・街道・宿場町などの沿岸風景を精緻に描いている。同書の製作は、武蔵国多摩郡関戸村（現・東京都多摩市関戸、旧・神奈川県多摩郡関戸村）の名主・相沢伴主（1766-1849年。華道流派・允中流の祖）が、武蔵国多摩郡小河内郷原村（現・東京都西多摩郡奥多摩町原、旧・小河内村原）にある温泉で湯治中の天保10年（1839年）、「玉川の源流はどこにあるのか」と疑問に思ったことをきっかけに始まった。著者は相沢伴主。挿図は長谷川雪堤が担当。
多摩市 所有、多摩市教育委員会 管理、パルテノン多摩収蔵庫 収蔵。1988年（昭和63年）11月1日付で多摩市指定有形文化財となった。
『成田名所図会（なりた めいしょずえ）』 
『成田参詣記』ともいう。嘉永7年（1854年）序、安政5年（1858年）刊行。図会形式の地誌。全5巻。板元は新勝精舎。原著者：中路定俊（1783-1838年）、追補著者：中路定得（1821-1870年）。挿図は長谷川雪堤を始めとする複数人が担当。

### 肉筆画
| 作品名                   | 画材 ・ 技法     | 形状 ・ 員数 | 寸法（縦×横\|単位:cm） | 所蔵者等                                                         | 制作年代                                         | 落款                                  | 備考 |
| ------------------------ | ---------------- | ------------ | ---------------------- | ---------------------------------------------------------------- | ------------------------------------------------ | ------------------------------------- | --- |
| 春秋隅田川図屏風         |                  | 六曲一双     |                        | 文教大学 所有 文教大学湘南図書館 収蔵                            | 天保5 - 8年（1834-37年）頃                       |                                       | 筑波山を遠景に、桜咲く古隅田川東岸を右隻に描き、永代橋から富士山を遠景に、紅葉する佃島付近を左隻に描く。右隻を雪堤が、左隻を雪旦が担当している。花見をする江戸の庶民や永代橋を往来する人々の風俗が仔細に描かれている。 |
| 富士遠望図               | 絹本著色         | 軸装1幅      | 109.8×26.9             | 早稲田大学 所有 早稲田大学図書館 収蔵                            | 書写年不明                                       | 款記「長谷川嵒岳躋」                  | 雪旦・雪堤父子の合作。 |
| 高崎屋絵図               | 絹本著色         | 軸装1幅      |                        | 高崎屋（現・高崎屋商店）旧蔵 文京区 所有 文京ふるさと歴史館 収蔵 | 天保12年（1841年）                               |                                       | 中山道と日光御成道（岩槻街道、現・本郷通り）が交差する本郷追分に店を構える高崎屋（酒・味噌・醤油を商う江戸時代以来の老舗。現在の有限会社高崎屋商店）の朝景を描いた鳥観図。父・雪旦との合作。 代々高崎屋の家宝であったが、渡辺泰男の代で文京区に寄贈された。1976年（昭和51年）11月1日付で文京区指定有形文化財となる。 |
| 長福寺本堂格天井花丸絵画 |                  | 板絵35面     |                        | 籌國山長福寺（東京都町田市相原町丸山）所蔵                       | 天保13年（1842年）秋                             | 款記「天保十三壬寅仲秋 長谷川雪堤図」 | 本堂内陣（15畳敷）の格天井に描かれた35枚・35種の花卉図。款記は花卉図の一つ「すすきの紅花図」にある。 1973年（昭和48年）3月8日付で町田市指定有形文化財となる。 |
| 中原御宮記               | 紙本著色巻子仕立 | 1巻          | 29.5×91.5 （挿図部分） | 平塚市 所有 平塚市博物館 収蔵                                    | 天保14年9月17日（1843年10月10日）                |                                       | 徳川家康が鷹狩の際に宿泊所として利用した中原御殿は、当時すでに無く、堀を巡らせた跡地は御林（中原御林と呼ばれる松林。植栽された松の数は約5万5000本）として整備・管理されていた。その林の中には東照宮が建つ。御殿と東照宮の由来を記した巻物である本作は、巻頭に長谷川雪堤の手になる挿図があり、成島司直の撰による由来書がそれに続く。挿図は鳥観図で、御林と東照宮を画面中央に配し 東照宮には「御宮」と添記している。画面上方に箱根山と富士山を描き、南北に走る中原街道と往来を下方に描いている。 1994年（平成6年）1月20日付で平塚市指定有形文化財となる。 |
| 清正公出陣図             |                  | 額絵1面      |                        | 妙祐山幸龍寺（東京都世田谷区北烏山5-8-1）所蔵                    | 不明ながら、清正堂の建立と同時期であれば天保年間 |                                       | 『清正公出陣の図』とも記す。『加藤清正出陣図』ともいう。清正公大神祇（※神格化された加藤清正）を祀る清正堂に奉納されている額絵。江戸時代における当寺は最正山覚林寺と比肩される清正公信仰の中心地であった。当寺の清正堂は、江戸・天保年間の建造物で、関東大震災で寺が大規模損壊・焼失した際も奇跡的に損壊を免れ、その後、当地に移築されている。 |
| 流鏑馬・犬追物武者図     | 絹本著色         | 軸装3幅対    |                        | 東照宮（日光東照宮）所有 日光東照宮 所蔵                         |                                                  | 款記「長谷川雪堤藤原宗一筆」          | 騎射三物のうち、流鏑馬と犬追物を描いた武者絵。 |
| 郭子儀図衝立             | 紙本著色         | 1基          |                        | 徳川黎明会 所有 徳川美術館 収蔵                                  |                                                  | 款記「長谷川雪堤藤原宗一筆」          | 画題「郭子儀図」を描いた衝立。 |
| 箏を弾く女性 ■           |                  |              |                        | アメリカ合衆国議会 所有 アメリカ議会図書館 収蔵                  | 1878年（明治11年）12月                           |                                       | 箏を弾く女性を描く。 |
| 浅草雪景図               |                  |              | 53.5×86.0              | 立花家史料館 所蔵                                                | 1881年（明治14年）                               | 款記は「依命 真写雪堤」               | 空が白む明け方の雪景色の中、浅草寺伽藍の朱色が映える。浅草末（現在の台東区入谷および千束）には柳川藩江戸下屋敷（立花家下屋敷）があったので、雪堤は立花家から馴染みの景色を描くよう頼まれた可能性がある。 |
| 如意亭図                 | 絹本著色         | 軸装1幅      | 70.4×46.3              | 上に同じ                                                         | 1882年（明治15年）                               |                                       | 如意亭とは浅草寺にも近い江戸下谷御徒町（現在の台東区東上野あたり）の柳川藩江戸上屋敷（立花家上屋敷）にある庭園であるが、ここでは、満開の桜や躑躅、あるいは新緑や紅葉も随所に見られ、最も美しい季節と場面を盛り込んだ架空の庭園図として構成されている。 |

## 親族と一門
- 長谷川雪嶺 - 雪旦の師。雪舟13代を名乗った絵師。
  - 長谷川雪旦 - 安永7年-天保14年（1778年-1843年）。江戸生まれ。『江戸名所図会』の挿図で知られる、一門の第一人者。唐津藩御用絵師。
    - 長谷川雪堤 - 文化10年-明治15年（1813年-1882年）。江戸生まれ。雪旦の長男で弟子。唐津藩御用絵師。
      - 長谷川雪真 - 雪堤の娘で弟子。本名は志奈子。
      - 長谷川雪塘 - 雪堤の弟子。唐津藩御用絵師。
        - 長谷川雪香 - 明治6年-昭和12年（1873年-1937年）。唐津生まれ。雪塘の長女で弟子。『日本西部及び南部魚類図譜』（通称『グラバー図譜』）の挿図を担当した一人。[33]

    - 朝岡且嶠（あさおか たんきょう） - 雪旦の弟子。